# ホモトピー
数学におけるホモトピー (homotopy) とは、点や線や面などの幾何学的対象、あるいはそれらの間の連続写像が連続的に移りあうということを定式化した位相幾何学における概念のひとつである。位相幾何学では、2 つの対象 A と X との関係のうち、連続的な変形によって保たれるものを問題とすることが多い。これらの関係はふつう連続写像 A → X を通して定義され、ホモトピーの概念は連続的に変形する連続写像の族によって定式化される。ホモトピー的な種々の不変量は位相幾何学の研究における基本的な道具となる。
考察している幾何学的対象に「穴」が開いていれば、端を固定された曲線はそれを越えて連続的に変形することができない。したがって、ホモトピーによって「穴」の有無や、単純な構成要素に分解したときのそれらの組み合わせ的なつながり具合といった構造を調べることができる。ホモトピーが威力を発揮するのは、空間や写像といった幾何学的な対象に対し群や準同型などという代数的な対象を対応づけることであり、またそのような代数的な対象がしばしばもとの幾何学的な対象よりも単純化されているということにある。
このように、代数的な道具によって空間と写像の位相的性質を調べるという方法をとる幾何学は、代数的位相幾何学と呼ばれる。

## 基本群
単純な場合として、1 次元の位相空間からの連続写像のホモトピーを説明しよう。
まず、線分の厳密な抽象化である、道（みち、path）という概念を定義する。I を R の閉区間 [0, 1] とし、X を位相空間とする。I から X への連続写像 α を X 内の道といい、α(0) を始点、α(1) を終点という。
写像 α の像は X 上の連続曲線となるが、道という用語が表すのは写像 α のことであり、その像である曲線のことではない。道の定義では α の単射性は求められていないため、像である曲線が同じ点を 2 回以上通ってもよい。極端な話、閉区間 I の各点を 1 点に写したものも「道」であり、これは定値道と呼ばれる。始点と終点が一致する道は閉道（へいどう、closed path）あるいはループ (loop) という。閉道の始点のことを（それは終点といっても同じものだが）基点 (base point) という。基点以外に自分自身と交わる点を持たない閉道はサイクルと呼ばれることがある。

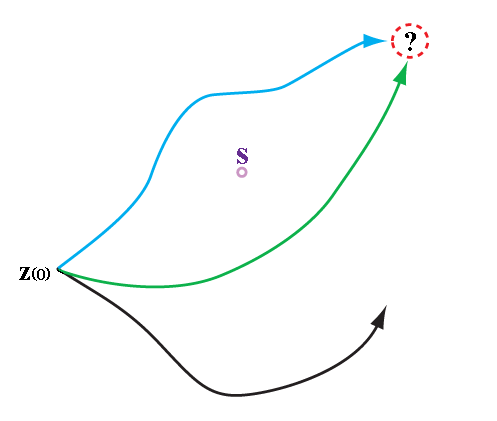
sは空間の「穴」であり青い道と緑の道は異なったホモトピー型を持つ

連続関数 H: [0, 1] × [0, 1] → X が、X  内の 2 つの道 α, β に対して
H(0, t) = α(t) かつ H(1, t) = β(t)
を満たすとき、写像 H を道 α, β の間のホモトピー (homotopy) あるいはホモトピー写像という。また 2 つの道 α, β の間にホモトピーが存在するとき、α と β は互いにホモトープ (homotop)、ホモトピック (homotopic) である、または、同じホモトピー型であるといい、
{\displaystyle \alpha \simeq \beta }
と表す。また特に、始点と終点をそれぞれ共有する 2 つの道が与えられたとき、その始点と終点を固定するようなホモトピーを道ホモトピーあるいは端点を固定するホモトピーという。直観的には、ホモトピックな 2 つの道は片方を X 内で動かして他方に変形できる。「ホモトピー型が同じである」という関係 {\displaystyle \simeq } は同値関係であり、同値類が定義できる。この同値関係に関して道 α が属する同値類のことを α のホモトピー類といい、[α] などで表す。
2 つの道を端点で「つなぐ」ことで次のように積 * を定義することができる: 道 α, β に対して、α(1) = β(0) が成り立つとき、
{\displaystyle \alpha \beta (t)={\begin{cases}\alpha (2t)&(0\leq t\leq {\frac {1}{2}}),\\\beta (2t-1)&({\frac {1}{2}}<t\leq 1).\end{cases}}}
また、向きを逆にすることで道の逆あるいは逆道が定まる: 道 α に対し、α の逆道 α−1 とは、
α−1(t) = α(1 − t)
で定められる。
位相空間 X 内の 1 点 p を固定し、p を基点とする閉道の全体 Ω(X, p) を考えると、これは道の積に関して閉じている。これを道ホモトピー型が同じという関係で割って得られる商集合 π1(X, p) には演算
[α][β] := [αβ], [α]−1 := [α−1]
が定義できる。π1(X, p) はこの演算によって群をなし、X の p を基点とする基本群（きほんぐん、fundamental group）あるいは 1 次元ホモトピー群もしくは Poincaré 群とよばれる。
位相空間の間の連続写像 f: X → Y は道の間の対応 α → fα によって基本群の間の準同形写像 f*: π1(X, p) → π1(Y, fp) を導く。この誘導された準同形写像は f のホモトピー型にしかよらない。

## 定義
位相空間 X , Y の間の連続写像の族 {\displaystyle \{f_{t}\}_{t\in [0,1]}:X\to Y} を考える。写像
{\displaystyle H(s,t)=f_{t}(s)\colon X\times [0,1]\to Y}
が連続であるとき、これをホモトピーと呼び、連続写像 f0 と f1 はホモトピックである、あるいは同じホモトピー型をもつという。

### ホモトピー群
位相空間における閉道とは基点を持つ 1 次元球面 S1 からの連続像であるということができる。これは以下のように高次元に拡張される。位相空間 X とその 1 点 p を固定し、p を基点とする n 次元球面 Sn（の X への連続像）の全体 Ωn(X, p) を考え、これをホモトピー型が同じという関係で割って得られる商集合 πn(X, p) は群を成す。この πn(X, p) を n 次元ホモトピー群と呼ぶ。基本群の場合と同様に、位相空間の間の連続写像は高次ホモトピー群の間にも準同形写像をみちびく。

### ホモトピー同値
位相空間 X, Y が与えられたとき、
{\displaystyle f\circ g\simeq \mathrm {id} _{Y},\,g\circ f\simeq \mathrm {id} _{X}}
であるような連続写像 f: X → Y, g: Y → X が存在するとき、 X と Y はホモトピー同値 (homotopy equivalent) であるという。ホモトピー同値は位相同型よりも粗い同値関係を与える。例えば 1 点とユークリッド空間 Rn は同じホモトピー型をもつ。一方、n 次元球面 Sn はすべて互いに異なったホモトピー型をもつ。

## 性質
- ホモトピー群はホモトピー不変量であり、とくに位相不変量でもある。
- 0 次基本群は位相空間の連結性を知る指標である。
- X が弧状連結な位相空間であれば、その基本群は基点 p の取り方によらず同型である。これにより、基点を書かずに π1(X) と書くことがある。
- 2 次元以上のホモトピー群や位相群の基本群は可換群になる。

## 歴史
「連続的変形」概念の歴史は古く、ラグランジュによる変分法の研究にまで遡ることができる。ホモトピーという言葉は
Dehn & Heegaard (1907)
で導入された
。現代と潜在的には同じホモトピーの定義はブラウワーによる1911年の論文でなされた。直積空間はチコノフによって1926年に定義されたので、完全に現代と同じ定義がなされるのはそれ以降である。

### 歴史関連
- Eynde, Ria Vanden (1992). “Historical Evolution of the Concept of Homotopic Paths”. Archive for History of Exact Sciences 45 (2):  127–188. ISSN 0003-9519. JSTOR 41133947.

- Dehn, M.; Heegaard, P. (1907). “Analysis situs”. Enzyklopädie der Mathematischen Wissenschaften. III AB3. pp. 153–220